# Тельо (Италия)
Те́льо (итал. Teglio) — коммуна в Италии, в провинции Сондрио области Ломбардия. Расположена на границе со Швейцарией, примерно в 100 км к северо-востоку от Милана.
Население составляет 4 837 человек (2008 г.), плотность населения составляет 42 чел./км². Занимает площадь 115 км². Почтовый индекс — 23036. Телефонный код — 0342.
Край преимущественно сельскохозяйственный. Известен своими посевами гречихи. В коммуне проводится две ярмарки — Праздник Пиццоккери (La Sagra dei Pizzoccheri) в июле, и Золотое Пиццоккери (Pizzoccheri d’Oro) в сентябре. Обе ярмарки посвящены пиццокери, разновидности макаронных изделий из гречихи (родственное тальятелле.
Покровительницей населённого пункта считается святая Евфимия Халкидонская, празднование 16 сентября. 
Главной достопримечательностью является дворец палаццо Беста, одна из главных резиденций эпохи Возрождения в Ломбардии.

## Демография
Динамика населения:

## Администрация коммуны
- Официальный сайт: http://www.comune.teglio.so.it/